# Mura siracusane (isola d'Ischia)

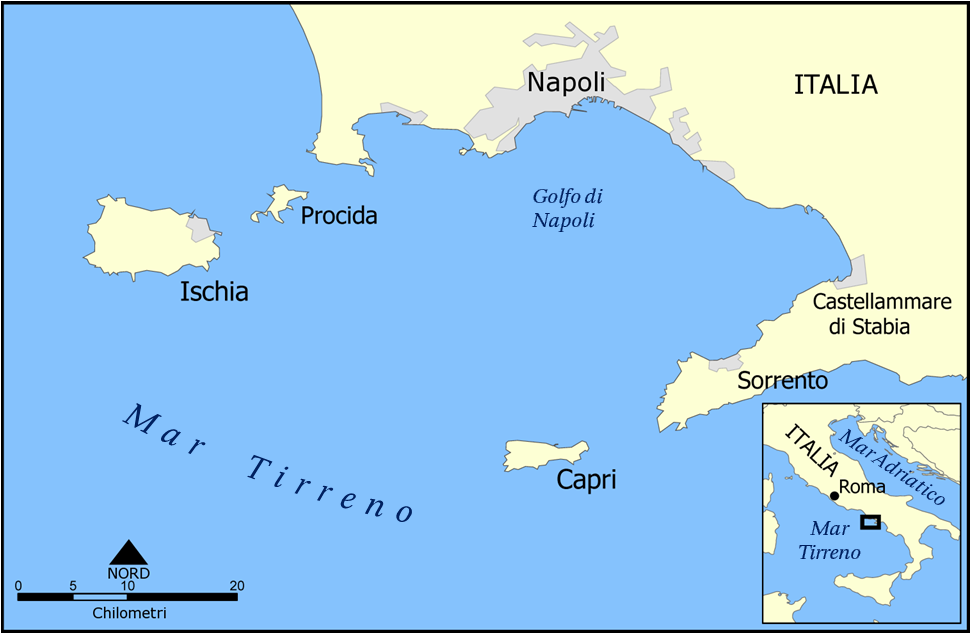
Rappresentazione grafica dell'attuale Golfo di Napoli, dove sono situate le isole limitrofe alla costa, tra le quali Ischia; luogo occupato dai siracusani.

Le mura siracusane - da alcuni appellate anche come fortezza o muraglia - vennero fabbricate nel V sec. a.C. nell'isola di Ischia, da gente proveniente dalla polis di Siracusa. La sola fonte antica a darne notizia è Strabone, il cui passo è stato in seguito confermato dal ritrovamento nel XVIII secolo di un'importante iscrizione greca in dialetto dorico, nella quale si parla appunto di un'opera difensivia cominciata da un esercito greco sito in loco.
Tale opera difensiva, sorse nella regione geografica della Campania, in quello che nei tempi antichi fu il teatro di contesa tra Greci, Italici ed Etruschi. Essa venne edificata sotto il regno del tiranno dei siracusani, Gerone I, e per questo venne appellata dagli studiosi d'epoca moderna con diversi nomi, tutti legati al tiranno: quindi Hieronda; o con il nome italianizzato Castel-Girone - termine che a sua volta deriva dal latino Castrum Gironis; o ancora Cittadella di Gironda o città di Geronda, elevando, come si può constatare da tali appellativi, il fabbricato difensivo a vera e propria città-colonia.
È inoltre convinzione diffusa che il Castello aragonese d'Ischia (il quale viene difatti appellato con il sopra citato nome di Castrum Gironis) sia l'erede fisico di quella che un tempo fu l'opera dello stabilimento d'epoca jeroniana. Tuttavia non vi sono prove archeologiche o storiografiche che possano confermare tale supposizione. Quel che è certo è dunque la sola presenza siracusana sull'isola di Πιθηκούσσας - come la chiama il geografo di Amasea - ma né l'esatta posizione, né l'esatta natura fisica o giuridica di quella costruzione sono state rivelate dagli antichi storici. Ciò ha dato adito alle diverse ipotesi e congetture degli studiosi moderni, i quali si dividono nel definire l'opera siracusana tra semplice presidio; colonia con varie edificazioni, che alcuni appellano persino come città.

## Posizione geografica
Pur non essendoci certezza sul luogo esatto dove sorse la costruzione militare dei siracusani, gli studiosi hanno localizzato il punto più probabile prendendo ad esame le parole del geografo greco, Strabone, l'iscrizione del Monte Vico e il contesto storico della presenza jeroniana nella regione marittima, posta in chiave anti-etrusca.
In base a ciò, si è giunti a collocare lo stanziamento sulla costa di ponente dell'isola ischitana, nei pressi del luogo dove in futuro sarebbe sorta la città appellata Forio. Sul versante orientale del Monte Vico, nei pressi di una già esistente necropoli, su di una fertile pianura, adatta all'approdo delle navi; situata in vista del Monte Epomeo e la costa campana.
(Descrizione del luogo dove sorsero le fortificazioni siracusane.)

## Storia

### Lo stanziamento in Campania
Nell'olimpiade LXXVI ambasciatori di Cuma giunsero presso la corte di Gerone I di Siracusa, per chiedere a costui aiuto militare contro l'avanzata dei tirreni nel Sud Italia. Gerone spedì loro una vasta flotta di triremi, capitanani dall'esercito siracusano. La vittoria finale fu dell'alleanza stretta tra Siracusa e Cuma. Il poeta Pindaro decantò l'importante esito con tali versi:
(Pindaro, Pitiche, 1, 137-146)
Finito lo scontro, i siracusani lasciarono parte dell'esercito nella regione campana e il resto tornò in patria. L'influenza di Siracusa in questi luoghi fu notevole; della cultura appartenente all'interland della polis, si sono ritrovate numerose tracce nei resti di Pithecusa, Neapolis e zone limitrofe. Strabone informa che i siracusani furono i secondi a stranziarsi sull'isola; prima di essi vi furono gli eritrei della Jonia e i calcidesi. Il motivo della presenza siracusana è da ricercare in più fattori; anzitutto la politica espansionistica del tiranno aretuseo e la volontà di immettere il commercio della polis siciliana nell'area geografica tirrenica e campana; la quale era in quel tempo saldamente connessa con la capitale attica, Atene.
Ma un'altra grande ragione della presenza di tali stanziamenti, risiedeva nella pericolosa politica etrusca; essa difatti non minacciava solamente i greci d'Italia, ma rappresentava un pericolo anche per i confini della Sicilia; poiché giunse ad occupare le Isole Eolie. Urgeva quindi un freno a tale impeto marinaro dei tirreni, e dopo la battaglia di Cuma i siracusani avrebbero continuato la guerra contro l'Etruria, venendo ad attaccare, sempre più vicino al centro politico etrusco, le loro postazioni costiere. In questo panorama geopolitico, una fondazione stabile in Campania era necessaria, per poter meglio fronteggiare il nemico.
Complesso risulta inoltre il comprendere se i cumani, ed i campani in generale, vedessero questo stanziamento siracusano come una minaccia alla loro libertà. Infatti secondo diversi studiosi, tra cui l'archeologo De Petra, la presenza dei siracusani all'isola d'Ischia, causò non poche preoccupazioni a Cuma, la quale aveva rappresentato fino a quel momento la parte egemone della regione. Perciò i cumani chiesero aiuto a Calcide - loro città-madre - per far sì che questa inviasse supporto contro la pseudo-colonizzazione dorica siracusana, fondando, prima che lo potesse fare Siracusa, una nuova polis di stampo ionico-calcidese, ovvero Neapolis. Secondo altre ipotesi invece proprio lo stanziamento siracusano nella regione campana, sarebbe stato fondamentale per fondare Napoli; in uno scenario che quindi non vedrebbe contrapposte le due polis greche. E sempre lo stanziamento di coloni, o di un esercito in Italia, fu motivo di apprensione per gli ateniesi, al punto tale che alcuni storici vedono nello scenario espansionisto della Campania il principio dei dissapori che avrebbero portato la capitale attica a dichiarare guerra alla polis di Siracusa, per frenanrne la pericolosa rivalità commerciale nei territori occidentali.

### L'iscrizione del Monte Vico
Ben poco si conosce della cittadella. Un'importante iscrizione è stata però ritrovata sul monte Vico, scolpita sulla pietra lavica, recante un messaggio in lettere greco antiche, dove si nomina la costruzione di una muraglia ad opera di soldati:
(Iscrizione greca rinvenuta sul Monte Vico, ad Ischia.)

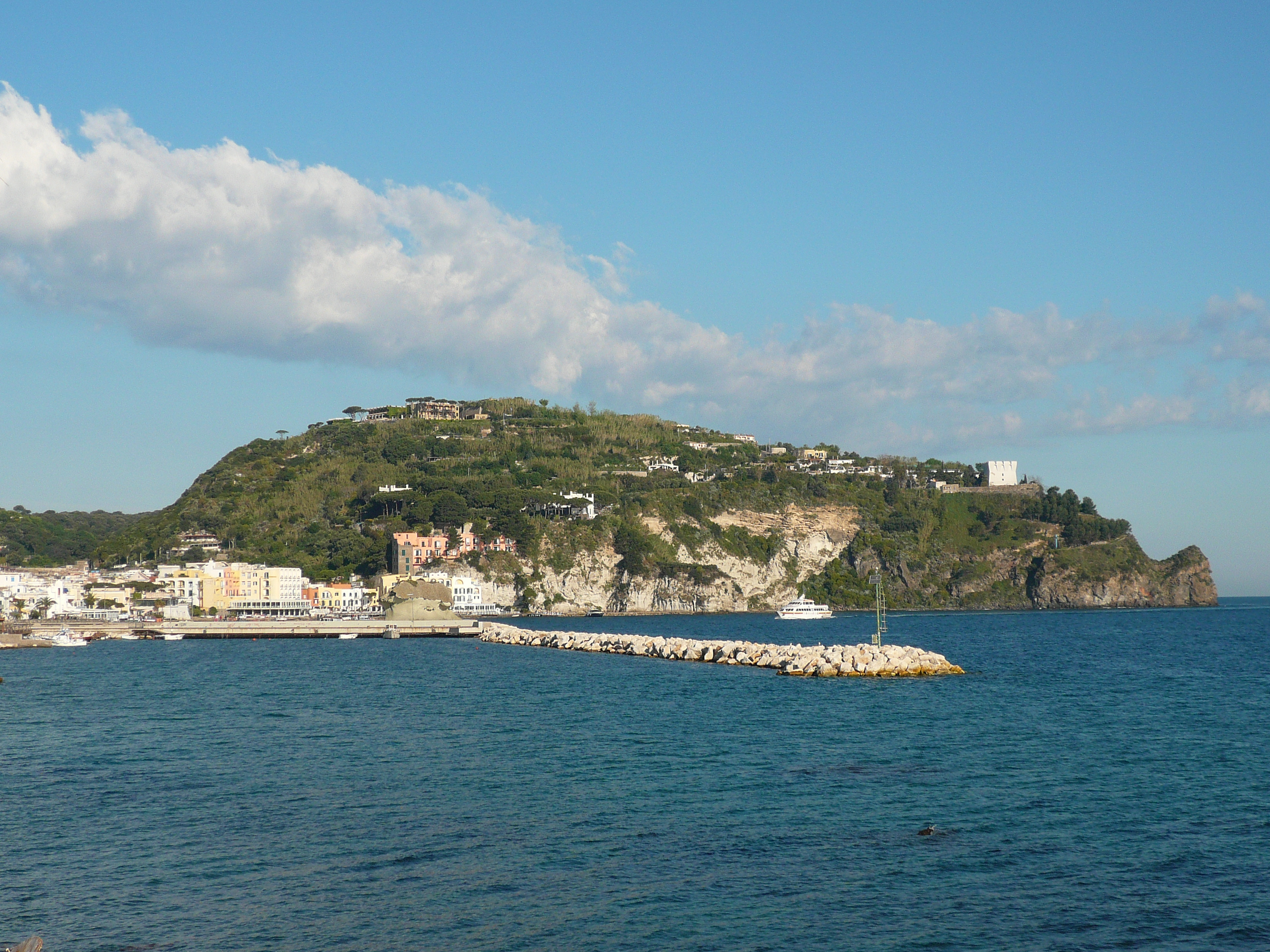
Il monte Vico ischitano, dove venne rinvenuta l'iscrizione greca.

Il fatto che l'incisione fosse in lingua greca, che si parlasse esplicitamente di opere fortificate per mano di un esercito, unite al passo di Strabone che informa della presenza siracusana sull'isola d'Ischia, dunque confermato dal cimelio naturale ritrovato, ha portato gli studiosi ad attribuire l'opera allo stanziamento di Siracusa. Tanto più che l'incisione è in dialetto dorico e dori erano i siracusani, escludendo quindi la vicinanza dei cumani e dei pithecusani, i quali erano invece d'origine calcidese.
Alcuni studiosi sostengono che l'iscrizione greca - che dalle fonti sarebbe dunque d'origine siracusana - abbia dato il nome al monte nel quale venne rinvenuta; Vico, che avrebbe il significato di baluardo, ovvero di costruzione difensiva, quindi il Monte del baluardo, derivato dal termine dell'iscrizione greca τεῖχος, appunto incominciato dai siracusani lì stanziatisi.
Dell'importante ritrovamento - fondamentale in quanto coincide perfettamente con il passo del geografo di Amasea - ha fatto un'accurata descrizione il geologo Scipione Breislak, parlandone in questi termini:
(Scipione Breislak, Topografia fisica della Campania di Scipione Breislak ..., 1798, pp. 336-7.)
Il medico ischitano settecentesco, Gian Andrea D’Aloisio, fu il primo che nella sua nota opera locale L’infermo istruito nel vero salutevole uso dei rimedi minerali dell’isola d’Ischia, occupandosi della storia dell'isola, sostenne che i siracusani avessero occupato ed edificato numerose zone della stessa - teoria poi ripresa da un anonimo storico d'un secolo più tardivo, sotto la firma di Oltramontano - spingendosi fino alla spiaggia di Citera (Oggi: Citara), dove fabbricarono un tempio dedicandolo a Venere-Citerea (l'Afrodite della religione greca), del quale venne anche scoperta una statua nel 1792, poi vandalicamente distrutta. Nonostante la latinizzazione dei nomi, che si potrebbe spiegare con la conseguente occupazione romana di quei luoghi, e che quindi non andrebbe a inficiare il reale apporto greco-siracusano nella geografia ischitana, ciò che rende comunque pure ipotesi, senza nulla di certo, queste teorie, è la totale mancanza di fonti primarie al riguardo - oltre il breve passo di Strabone e l'iscrizione del Monte Vico - che possano in qualche maniera confermare quanto asserito dai suddetti storici.
Il d'Ascia ipotizza anche che i coloni siracusani abbiano ricevuto la visita del loro sovrano, Ierone I, e altri - tra cui il già citato D'Aloisio -  sostengono piuttosto che Ierone fosse stato lì fin dal principio, poiché egli fece ritorno in Sicilia solo dopo aver visto incominciati i lavori della muraglia.

### L'eruzione vulcanica e l'abbandono
(Strabone, V, 4, 9)

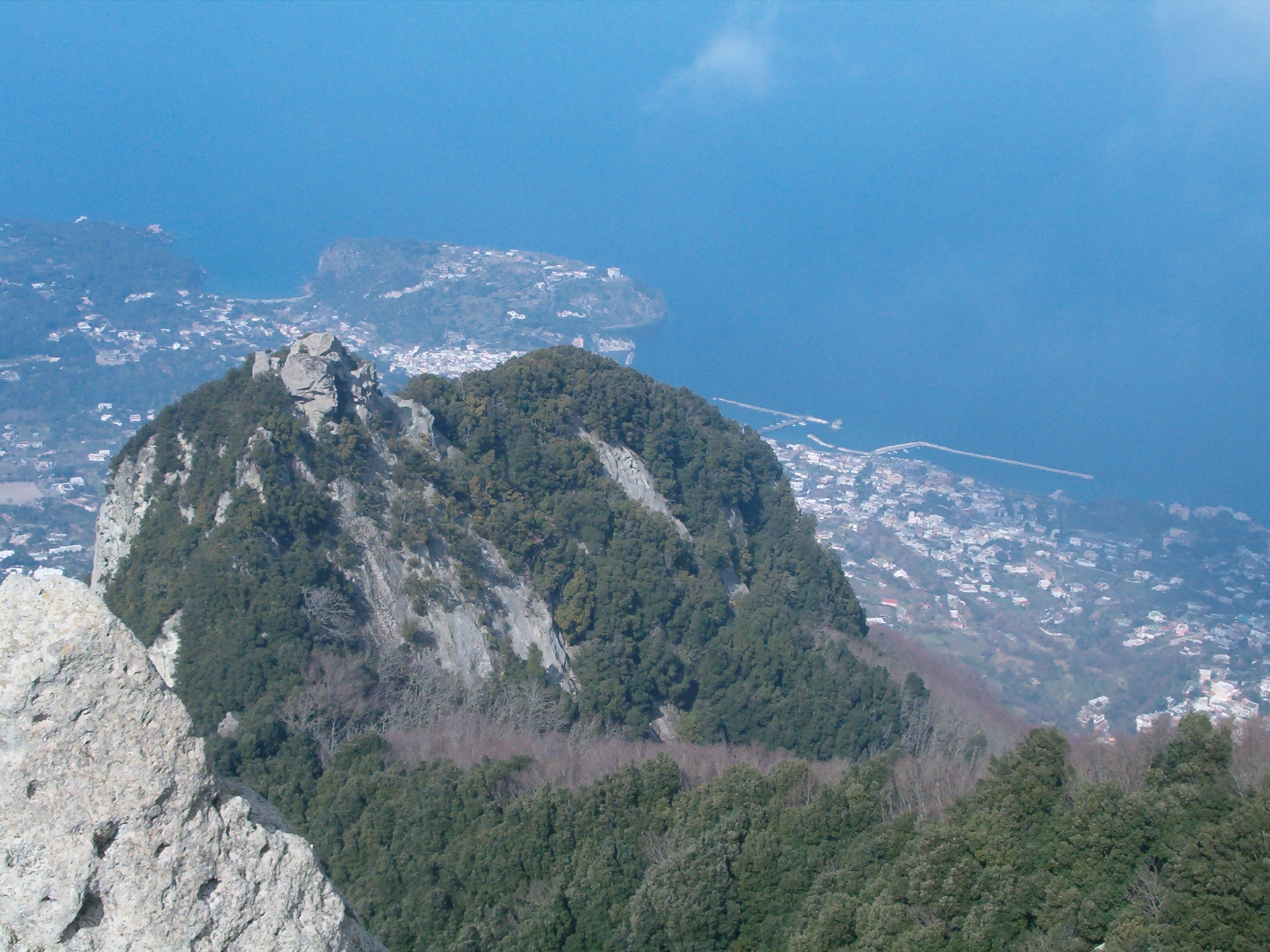
La cima del monte vulcanico Epomeo, dal quale pare essere scaturita la grave eruzione che distrusse l'opera dei siracusani e li costrinse alla fuga.

L'isola di Ischia, anticamente chiamata dagli eubici Πιϑηκοῦσσα (il latino Pithecussae), è collegata all'attività vulcanica dei Campi Flegrei, e rappresenta essa stessa una grande massa d'origine vulcanica. Strabone dice che come i precedenti coloni situati sull'isola d'Ischia, anche i siracusani vennero da questa scacciati a causa di una violenta eruzione che distrusse il loro operato. Gli studiosi hanno ipotizzato che tale eruzione potesse essere quella denominata eruzione dei Caccavelli, la quale prese il nome da uno dei coni posti alle radici dell'’Epomeo, tra Lacco Ameno e Forio; questa eruzione - che dovrebbe coincidere con gli anni dello stanziamento - in base agli studi dei geologi, pare abbia formato tramite la lava scivolata in mare, il promontorio oggi detto di Zaro e del Caruso. Il noto geologo, sismologo e vulcanologo Giuseppe Mercalli, nel suo scritto Vulcani e fenomeni vulcanici in Italia, analizzando la frase straboniana la collega alla cronologia eruttiva della zona, e afferma che persistono tracce odierne di attività vulcanica nella zona individuata un tempo come lo stanziamento dei coloni, o presidio che dir si voglia, in quelle che sono denominate come Stufe di San Lorenzo e Stufe di Santa Restituta.
Abbandonata dai siracusani, l'isola venne in seguito occupata dai napoletani. Ma il controllo siracusano, a detta degli storici, rimase sempre attivo in quelle zone; testimoniato dalle successive lotte intraprese da questi ultimi nella medesima rotta contro gli etruschi.

### Fonti primarie
- (GRC) Strabone, Geografia, V.

### Fonti secondarie
- Gian Andrea D’Aloisio, L’infermo istruito nel vero salutevole uso dei rimedi minerali dell’isola d’Ischia, nella Stamperia di Giuseppe di Domenico, e Vincenzo Manfredi, 1757, ISBN non esistente.
- Lorenzo Giustiniani, Dizionario geografico-ragionato del regno di Napoli di Lorenzo Giustiniani ... Parte 2. De' fiumi, laghi, fonti, golfi, monti, promontorj, vulcanj, e boschi. Tomo 1.(-3.), nella stamperia di Giovanni de Bonis, Largo della Carità, 1816, ISBN non esistente.
- Giovan Battista De Ferrari, Nuova guida di Napoli dei contorni di Procida, Ischia e Capri, Glass, 1826, ISBN non esistente.
- Francesco Ferrara, Storia generale della Sicilia del professore cav. a. F. Ferrara: Storia civile, vol. 1, 1839.
- Giuseppe Mercalli, Vulcani e fenomeni vulcanici in Italia, A. Forni, 1833, ISBN non esistente.
- Luigi Sementini, Filippo Càssola, Jacques Etienne Chevalley De Rivaz, Benedetto Vulpes, Analyse et propriétés médicinales des eaux minérales de Castellammare publiées par ordre de son excellence le ministre secrétaire d'État de l'intérieur par Sementini, Vulpes et Cassola, chez B. Girard, 1834, ISBN non esistente.
- Étienne Chevalley de Rivaz e Michelangelo Ziccardi, Descrizione delle acque termo-minerali ... d'Ischia, 1838, ISBN non esistente.
- IL Regno Delle Due Sicilie, 1853, ISBN non esistente.
- Gaetano Nobile, Descrizione della città di Napoli e delle sue vicinanze, divisa in 30 giornate, vol. 2, G. Nobile, 1857, ISBN non esistente.
- Giuseppe d'Ascia, Storia dell'isola d'Ischia descritta da Giuseppe d'Ascia: (Divisa in quattro parti - storia fisica - civile - amministrativa - monografica) Volume unico, Gabriele Argenio, 1867, ISBN non esistente.
- R. comitato geologico del regno, Memorie per servire alla descrizione della carta geologica d'Italia: 2.1, G. Barbera, 1873, ISBN non esistente.
- Giacomo Tropea, Karl Julius Beloch e Ettore Pais, Rivista di storia antica, vol. 5, Tip. d'Amico, 1900, ISBN non esistente.
- Giulio De Petra e Bartolommeo Capasso, Le origini di Napoli, R. Tip. Francesco Giannini & Figli, 1912, ISBN non esistente.
- Ettore Pais, Ricerche storiche e geografiche sull'Italia antica, Società tipografico-editrice nazionale, 1908, ISBN non esistente.
- Filomena Sardella, Architetture di Ischia, Edizioni Analisi Trend, 1985, ISBN non esistente.
- Giovanni Pugliese Carratelli, Storia e civiltà della Campania: L'Evo antico, vol. 1, Electa, 1994, ISBN non esistente.
- Raffaele Castagna, Ischia nella tradizione greca e latina, Imagaenaria, 2003, ISBN non esistente.
- Lucia Amalia Scatozza Höricht, Pithecusa: materiali votivi da Monte Vico e dall'area di Santa Restituta, G. Bretschneider, 2007, ISBN 88-7689-225-7.
- Le vie del Mezzogiorno: storia e scenari, vol. 1, Donzelli Editore, 2002, ISBN 88-7989-684-9.